# Creu de les Torres
La Creu de les Torres és un paratge del sector central del terme municipal de Sant Quirze Safaja a la comarca del Moianès. És una cruïlla de camins, sense rastre de la creu de terme ni de les torres que hi hagué, i que dona nom al lloc. És al sud-est de la masia de les Torres, a l'esquerra del Tenes.